# Monseñor José Vicente de Unda (khu tự quản)
Monseñor José Vicente de Unda là một khu tự quản thuộc bang Portuguesa, Venezuela. Thủ phủ của khu tự quản Monseñor José Vicente de Unda đóng tại Paraíso de Chabasquén. Khự tự quản Monseñor José Vicente de Unda có diện tích 222 km2, dân số theo điều tra dân số ngày 21 tháng 10 năm 2001 là 21187 người.